# Арктопармелия
Арктопармелия (лат. Arctoparmelia) — род лишайников в семействе Пармелиевые. Был описан американским лихенологом Мэйсоном Хейлом в 1986 году с Арктопармелией центробежной в качестве типового вида. Хейл включил в род пять видов; сибирский вид Arctoparmelia collatolica был добавлен позже, в 2019 году.

## Классификация
Согласно базе данных Catalogue of Life на июль 2025 года род включает следующие виды:
- Arctoparmelia centrifuga (L.) Hale, 1986 — Арктопармелия центробежная
- Arctoparmelia collatolica Chesnokov et Prokopiev, 2019
- Arctoparmelia incurva (Pers.) Hale, 1986 — Арктопармелия извилистая

## Охранный статус
В России вид Арктопармелия извилистая занесён в Красную книгу Ленинградской области.